# Amalia Tătăran
Amalia Alexandra Tătăran (Satu Mare, 15 luglio 1994) è una schermitrice rumena, specialista della spada.

## Biografia
Ha studiato all'Università Nazionale di Fisica e Sport di Bucarest.
Ha vinto la medaglia di bronzo ai campionati europei di Zagabria 2013, nel torneo della spada a squadre, gareggiando con le connazionali Ana Maria Brânză, Simona Pop e Maria Udrea.
Agli europei di Tbilisi 2017, ha vinto il bronzo nel torneo della spada a squadre con le compagne Adela Danciu, Cristina Sbarcia e Greta Veres.

## Palmarès
- Europei

Zagabria 2013: argento nella spada a squadre
Tbilisi 2017: bronzo nella spada a squadre